# Ehrenmal der Stadt Passau

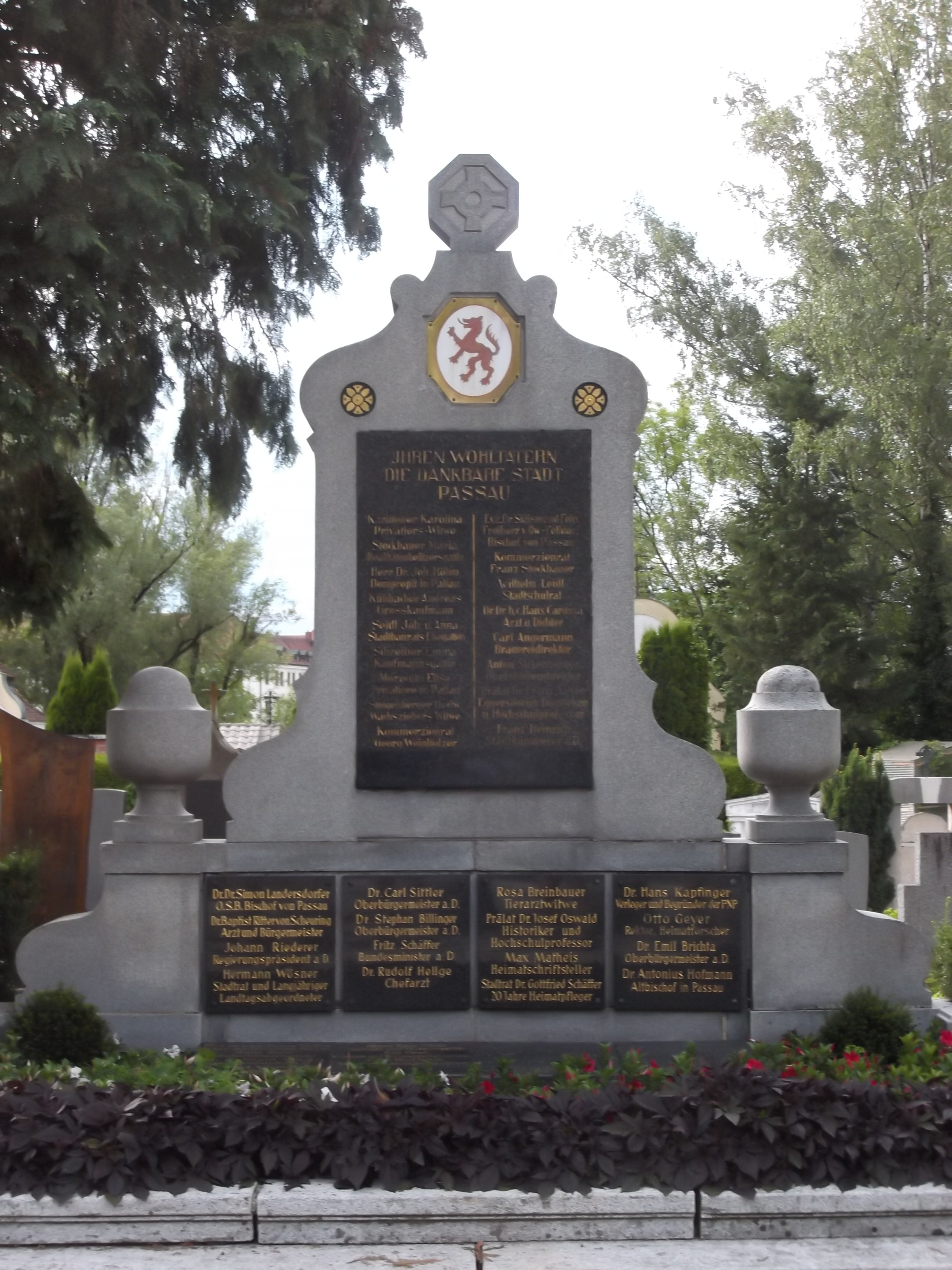
Ehrenmal der Stadt Passau, Juli 2021

Das Ehrenmal der Stadt Passau auf dem Innstadtfriedhof in Passau listet die Namen verschiedener Bürger auf, die sich in besonderer Weise um die Stadt Passau verdient gemacht haben. Nachdem im Lauf der Jahre der Platz für weitere Namen nicht mehr ausreichte, wurden weitere vier Tafeln vertikal und weitere vier Tafeln horizontal hinzugefügt. Bis auf zwei horizontale Tafeln sind alle komplett befüllt (Stand: Juli 2021).

## Standort
Das Ehrenmal befindet sich auf dem Innstadtfriedhof im Teil Haupt- und Waldfriedhof, etwa 20 m westlich des Haupteingangs auf der nördlichen Seite der Hauptachse dieses Friedhofsteils.

## Überschrift
Die Überschrift auf dem Denkmal unterhalb des Passauer Wolfes lautet:
„Ihren Wohltätern die dankbare Stadt Passau“

## Gewürdigte Personen
Nachfolgende Personen werden auf dem Ehrenmal reihenfolgegetreu gewürdigt:
- Karolina Karlstetter, Privatiers-Witwe
- Maria Stockbauer, Realitätenbesitzersgattin
- Johann B. Röhm, Dompropst in Passau
- Andreas Kühbacher, Großkaufmann
- Johann und Anna Seidl, Stadtbaurats-Ehegatten
- Emma Schreiber, Kaufmannsgattin
- Elise Morocutti, Privatiere in Passau
- Hedwig Steigenberger, Wachsziehers-Witwe
- Georg Weinholzer, Kommerzienrat
- Sigismund Felix Freiherr von Ow-Felldorf, Bischof von Passau
- Franz Stockbauer (1853–1938), Kommerzienrat
- Wilhelm Leidl, Stadtschulrat
- Hans Carossa (1878–1956), Arzt und Dichter
- Carl Angermann, Brauereidirektor
- Anton Sickenberger, Oberstudiendirektor
- Franz Xaver Eggersdorfer, Prälat, Domdekan und Hochschulprofessor
- Franz Heinrich, Stadtkämmerer a. D.
- Simon Konrad Landersdorfer, O.S.B., Bischof von Passau
- Baptist Ritter von Scheuring, Arzt und Bürgermeister
- Johann Riederer, Regierungspräsident a. D.
- Hermann Wösner (1921–1982), Stadtrat und langjähriger Landtagsabgeordneter
- Carl Sittler (1882–1963), Oberbürgermeister a. D.
- Stephan Billinger (1897–1966), Oberbürgermeister a. D.
- Fritz Schäffer (1888–1967), Bundesminister a. D.
- Rudolf Hellge, Chefarzt
- Rosa Breinbauer, Tierarztwitwe
- Josef Oswald (1900–1984), Prälat, Historiker und Hochschulprofessor
- Max Matheis (1894–1984), Heimatschriftsteller
- Gottfried Schäffer (1927–1984), Stadtrat, 20 Jahre Heimatpfleger
- Hans Kapfinger (1902–1985), Verleger und Begründer der PNP
- Otto Geyer, Rektor, Heimatforscher
- Emil Brichta (1915–1997), Oberbürgermeister a. D.
- Antonius Hofmann (1909–2000), Altbischof in Passau
- Karl-Heinz Pollok (1929–2003), Rektor der Universität Passau
- Hans Hösl (1929–2008), Altoberbürgermeister
- Gebhard Glück (1930–2009), Staatsminister a. D.
- Franz Xaver Eder (1925–2013), Altbischof
- Hanns Egon Wörlen (1915–2014), Architekt und Museumsstifter
- Fritz Gerstl (1923–2014), Landrat und Bundestagsabgeordneter
- Anton Hochleitner (1927–2018), Stadtrat und Landtagsabgeordneter

## Galerie

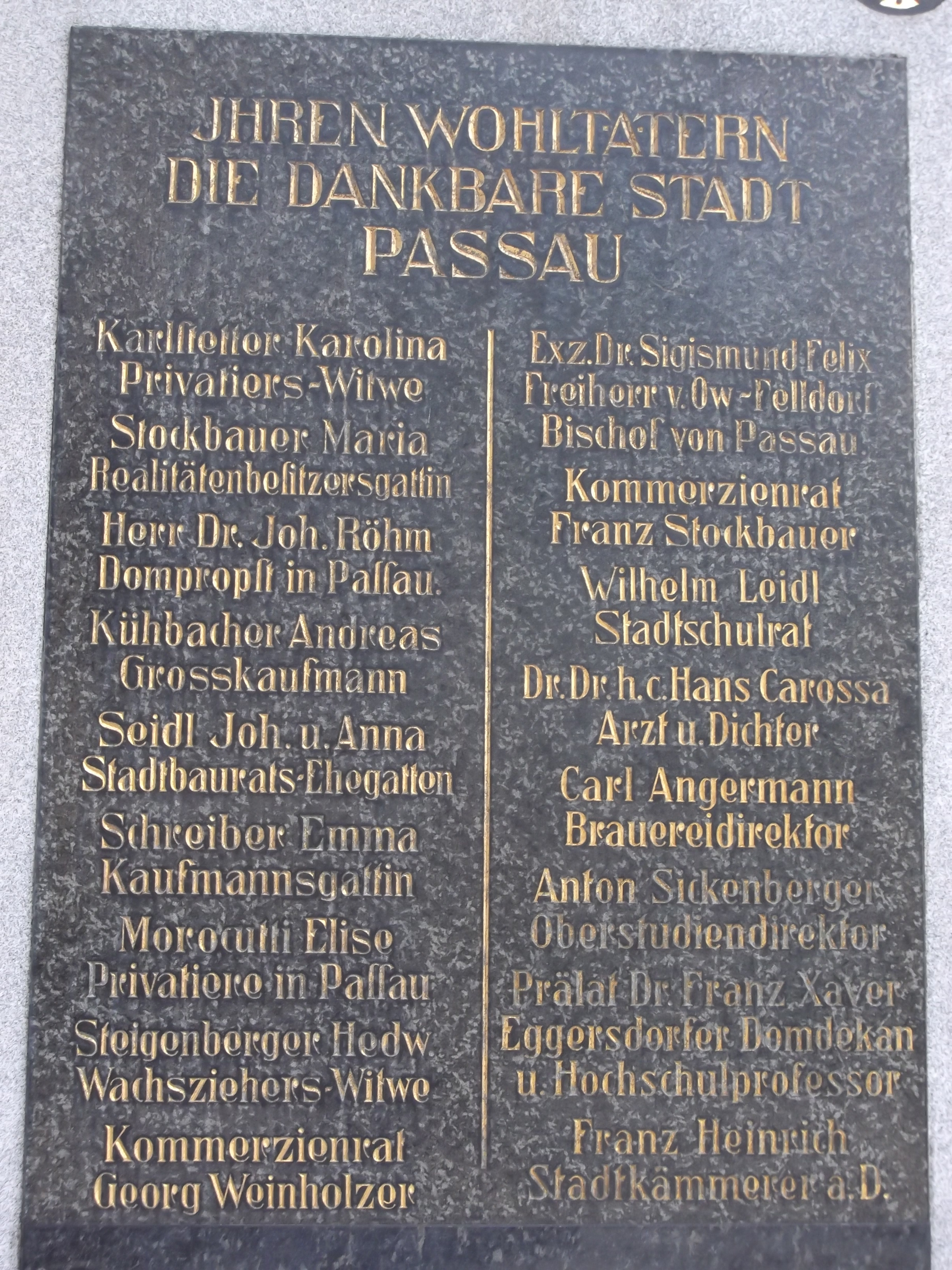
Tafel 1
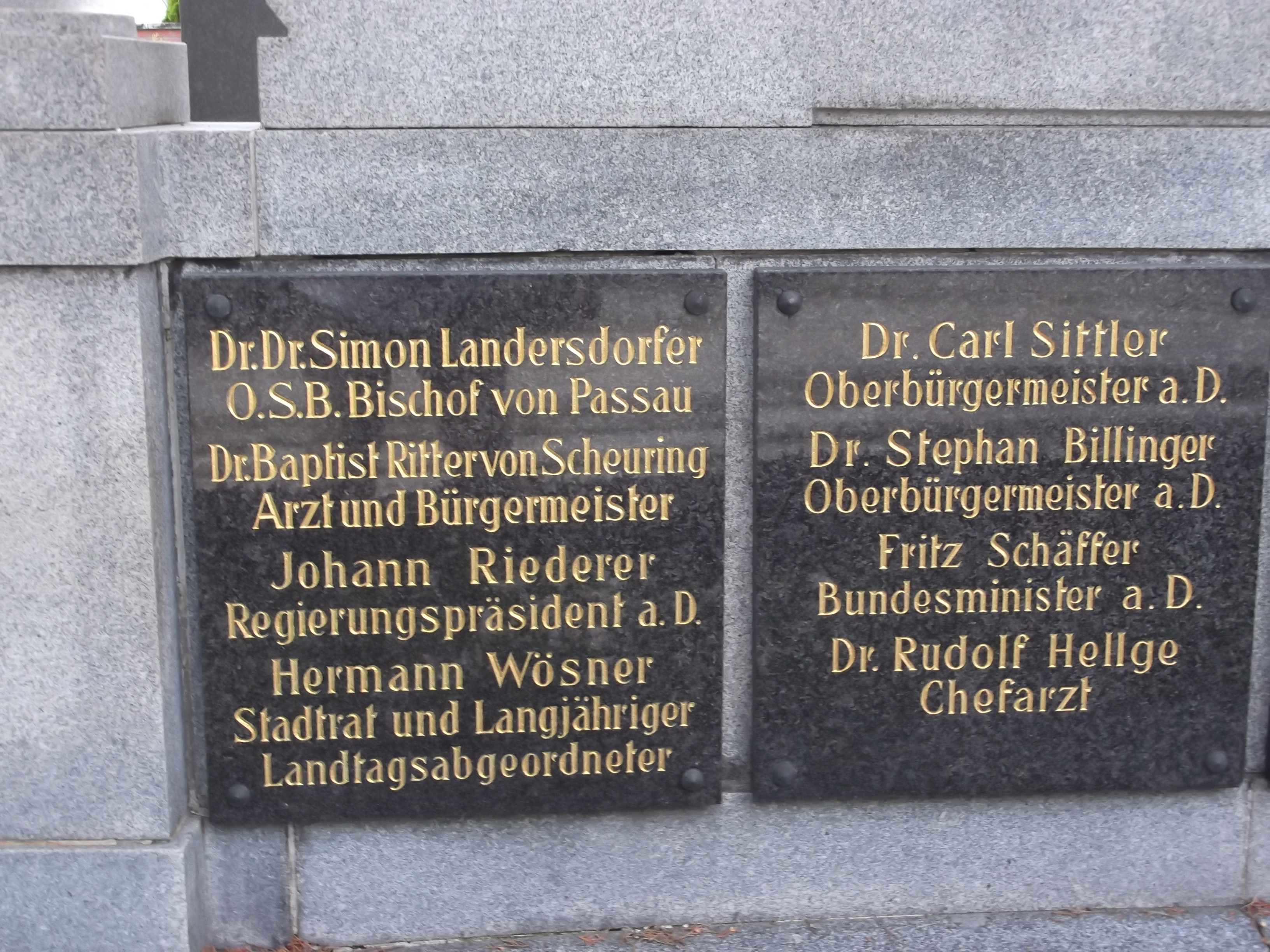
Tafeln 2 und 3
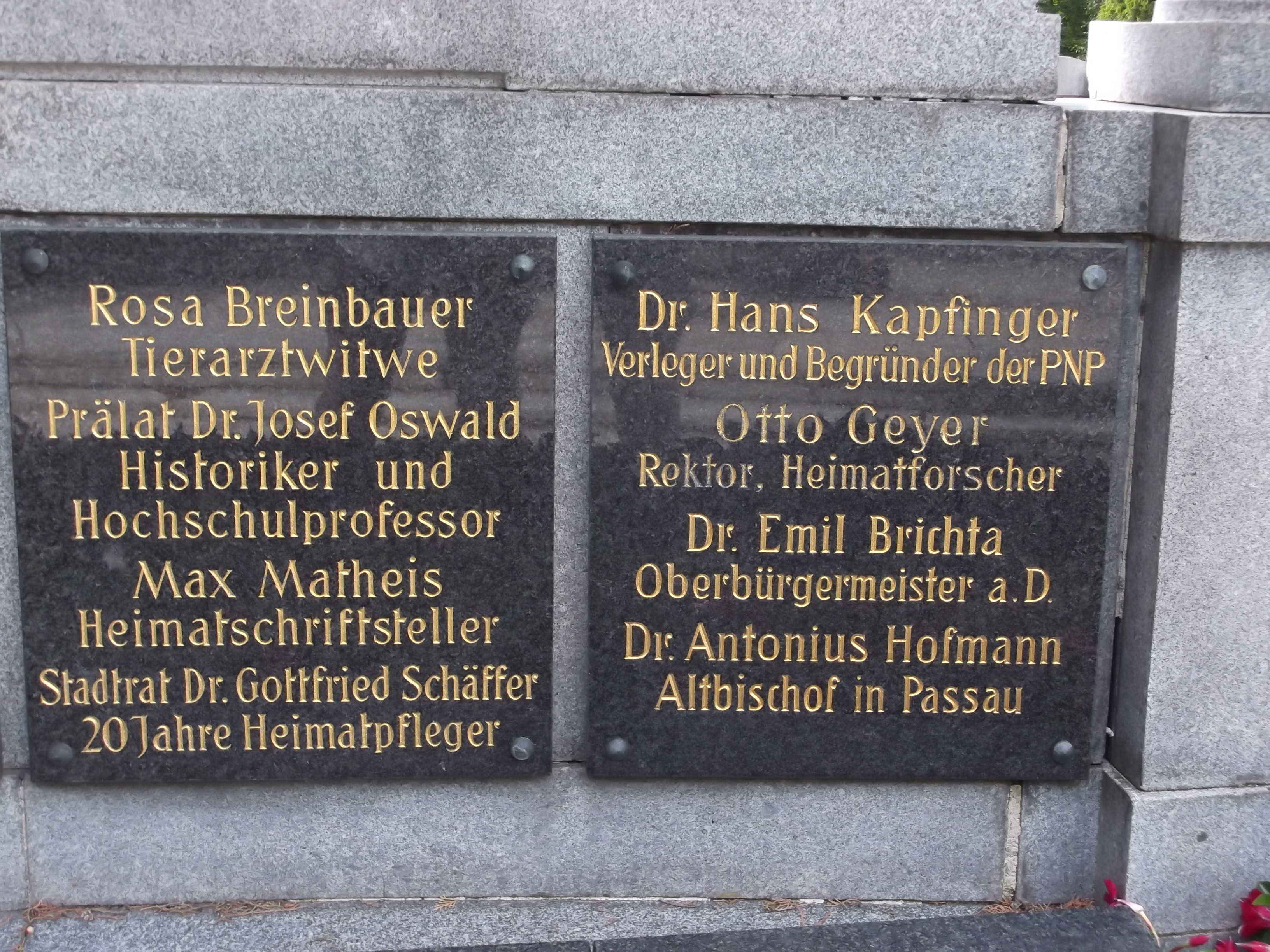
Tafeln 4 und 5
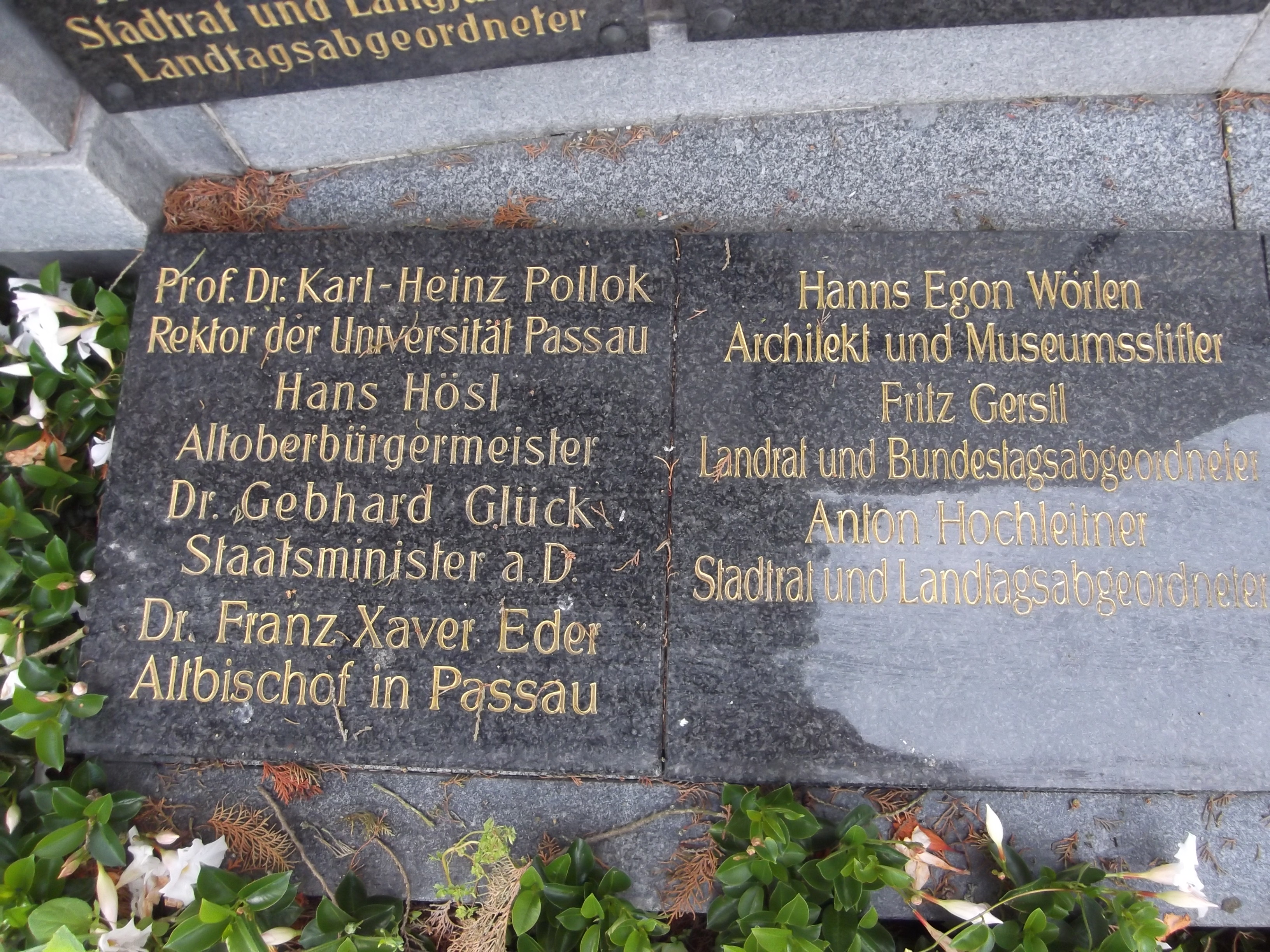
Tafeln 6 und 7

Koordinaten: 48° 34′ 6,4″ N, 13° 27′ 35,1″ O